# Абдулаев, Сайд-Ахмад Хайрулаевич
Сайд-Ахмад Хайрулаевич Абдулаев — советский борец классического стиля, призёр чемпионатов СССР, призёр Спартакиады народов СССР, первый чеченец, ставший  мастером спорта СССР международного класса (1969), Заслуженный тренер СССР (1989). Председатель Федерации спортивной борьбы Чеченской Республики. Судья всесоюзной категории.
Выпускник Ленинградского техникума физической культуры и спорта (1964), института имени Лесгафта (1971), Высшего военного общевойскового училища имени Кирова (1981).

## Спортивные результаты
- 10-кратный чемпион Ленинграда;
- Победитель открытого чемпионата Таджикистана (1964);
- Чемпионат Вооружённых Сил СССР 1965 года — ;
- 7-кратный чемпион Вооружённых Сил СССР;
- Чемпион Северного Кавказа по национальной борьбе 1986 года;
- Классическая борьба на летней Спартакиаде народов СССР 1967 года — ;
- Чемпионат СССР по классической борьбе 1968 года — ;
- Чемпионат СССР по классической борьбе 1970 года — ;
- Победитель и призёр многих международных турниров.

В 1965—1972 годах — член сборной команды СССР.

## Тренерская деятельность
Был старшим тренером по классической борьбе общества «Динамо» (Грозный) и старшим тренером сборной команды Чечено-Ингушетии. В 1985 году ему было присвоено звание Заслуженный тренер РСФСР, а в 1989 — Заслуженный тренер СССР. В 1978—1986 годах был помощником старшего тренера молодёжной сборной СССР. Дважды входил в десятку лучших тренеров СССР. В 1979 и 1985 годах работал тренером в Йемене, в 1980 — в Ливане, в 1987 — в Сирии, в 1990—1991 — в Германии.

## Известные воспитанники
- Абаев, Аслаудин Мухамбекович — победитель и призёр чемпионатов СССР, обладатель Кубка СССР, чемпион Европы и мира, Заслуженный мастер спорта СССР;
- Мулаев, Хаваж-Баудин Эмединович — советский борец классического стиля, чемпион и призёр чемпионатов СССР, обладатель Кубков СССР и мира, Мастер спорта СССР международного класса.
- Бишара, Хасан (1945—2017) — ливанский борец греко-римского стиля, бронзовый призёр летних Олимпийских игр 1980 года в Москве.

## Семья
- Абдулаев, Айдамир Сайд-Ахмадович — сын Сайд-Ахмада Абдулаева, борец классического стиля, чемпион Голландии, серебряный призёр открытого чемпионата Бельгии, обладатель коричневого пояса по дзюдо, чемпион Голландии по дзюдо, тренер, спортивный функционер.